# Evelyn Scheidl
Evelyn Scheidl es el seudónimo de Evelina Elena Scheidl (Malaver, Pdo. General San Martin, 11 de julio de 1951) una conductora de televisión y exmodelo argentina.

## Trayectoria
Dueña de una belleza deslumbrante, 177 cm de estatura y ojos azules fue coronada como Miss Argentina en 1971, para participar del concurso Miss Belleza Internacional que se realizó en Japón, donde obtuvo el octavo puesto entre las finalistas. Debutó como modelo de la mano de Cuqui Zeballos, otra gran mannequin de la época y durante una década, marcó un estilo. Dejó las pasarelas oficialmente en 1989.
Fue tapa de las principales revistas de modas, especialmente la desaparecida Claudia, con la cual recorrió todo el país con impactantes producciones fotográficas. Desfiló para todos los grandes diseñadores argentinos, como por ejemplo Gino Bogani, Elsa Serrano, Claudio Cossano y Carlos Di Domenico, y junto a Teté Coustarot, Mora Furtado, Tini de Bucourt y Graciela Massanes. Desfiló también para todas las grandes firmas internacionales que llegaron a la Argentina.
En 2013 trabajó en la película Corazón de León.
Desde 1998, Evelyn Scheidl conduce su programa de interés general Evelyn, por el canal América 24. Esporádicamente participa en algún desfile con fines benéficos y es la cara de la campaña 2013 de la marca Adriana Costantini.
Desde 2017 y hasta 2019 cocondujo el programa "Las Rubias + uno", que se emite por el canal de cable KZO.

### Filmografía
| Año       | Título                                              | Rol          | Notas         |
| --------- | --------------------------------------------------- | ------------ | ------------- |
| 2013      | Corazón de León                                     | Evelyn       |               |
| 2017–2019 | Las Rubias más uno                                  | Panelista    | [ 4 ]         |
| 2021      | El Gran Premio de la Cocina: Temporada de Famosos 2 | Participante | 4.ª eliminada |
| 2023      | Pasaplatos Famosos                                  | Participante | 2.ª eliminada |

## Vida privada
Se casó el 25 de mayo de 1977 con Fernando Diez, dueño de la prestigiosa zapatería Boticcelli, y es madre de cinco hijos varones.
Evelyn Scheidl enviudó en mayo de 2010.